# Cratere Heine
Heine è un cratere d'impatto presente sulla superficie di Mercurio, a 32,53° di latitudine nord e 125,39° di longitudine ovest. Il suo diametro è pari a 73 km.
Il cratere è stato battezzato dall'Unione Astronomica Internazionale in onore del poeta tedesco Heinrich Heine.